# Enfocaments bayesians de la funció cerebral
Els enfocaments bayesians de la funció cerebral investiguen la capacitat del sistema nerviós per operar en situacions d'incertesa d'una manera propera a l'òptima prescrita per l'estadística bayesiana. Aquest terme s'utilitza en ciències del comportament i en neurociència i els estudis associats amb aquest terme sovint s'esforcen per explicar les capacitats cognitives del cervell basant-se en principis estadístics. Sovint s'assumeix que el sistema nerviós manté models probabilístics interns que s'actualitzen mitjançant el processament neuronal de la informació sensorial utilitzant mètodes que s'aproximen als de la probabilitat bayesiana.

## Orígens
Aquest camp d'estudi té les seves arrels històriques en nombroses disciplines, com ara l'aprenentatge automàtic, la psicologia experimental i l'estadística bayesiana. Ja a la dècada de 1860, amb el treball de Hermann Helmholtz en psicologia experimental, la capacitat del cervell per extreure informació perceptiva de dades sensorials es va modelar en termes d'estimació probabilística.   La idea bàsica és que el sistema nerviós ha d'organitzar les dades sensorials en un model intern precís del món exterior.
La probabilitat bayesiana ha estat desenvolupada per molts col·laboradors importants. Pierre-Simon Laplace, Thomas Bayes, Harold Jeffreys, Richard Cox i Edwin Jaynes van desenvolupar tècniques i procediments matemàtics per tractar la probabilitat com el grau de versemblança que es podria assignar a una suposició o hipòtesi donada a partir de l'evidència disponible.  El 1988 Edwin Jaynes va presentar un marc per utilitzar la probabilitat bayesiana per modelar processos mentals.  Així doncs, es va adonar des del principi que el marc estadístic bayesià té el potencial de conduir a coneixements sobre la funció del sistema nerviós.
Aquesta idea es va incorporar a la investigació sobre l'aprenentatge no supervisat, en particular l'enfocament d'anàlisi per síntesi, branques de l'aprenentatge automàtic.   El 1983 Geoffrey Hinton i els seus col·legues van proposar que el cervell es podia veure com una màquina que prengués decisions basades en les incerteses del món exterior.  Durant la dècada de 1990, investigadors com Peter Dayan, Geoffrey Hinton i Richard Zemel van proposar que el cervell representava el coneixement del món en termes de probabilitats i van fer propostes específiques per a processos neuronals manejables que podrien manifestar una màquina de Helmholtz.

## Psicofísica
Una àmplia gamma d'estudis interpreten els resultats dels experiments psicofísics a la llum dels models perceptius bayesians. Molts aspectes del comportament perceptiu i motor humà es poden modelar amb les estadístiques bayesianes. Aquest enfocament, amb el seu èmfasi en els resultats del comportament com a expressions últimes del processament de la informació neuronal, també és conegut per modelar decisions sensorials i motores mitjançant la teoria de la decisió bayesiana. En són exemples el treball de Landy, Jacobs, Jordan, Knill, Kording i Wolpert, i Goldreich.

## Codificació neuronal
Molts estudis teòrics es pregunten com el sistema nerviós podria implementar algorismes bayesians. En són exemples el treball de Pouget, Zemel, Deneve, Latham, Hinton i Dayan. George i Hawkins van publicar un article que estableix un model de processament de la informació cortical anomenat memòria temporal jeràrquica que es basa en la xarxa bayesiana de cadenes de Markov. A més, mapegen aquest model matemàtic amb el coneixement existent sobre l'arquitectura de l'escorça i mostren com les neurones podrien reconèixer patrons per inferència jeràrquica bayesiana.

## Electrofisiologia
Diversos estudis electrofisiològics recents se centren en la representació de probabilitats en el sistema nerviós. En són exemples el treball de Shadlen i Schultz.

## Codificació predictiva
La codificació predictiva és un esquema neurobiològicament plausible per inferir les causes de l'entrada sensorial basada en minimitzar l'error de predicció. Aquests esquemes estan relacionats formalment amb el filtratge de Kalman i altres esquemes d'actualització bayesians.

## Energia lliure
Durant la dècada de 1990, alguns investigadors com Geoffrey Hinton i Karl Friston van començar a examinar el concepte d'energia lliure com una mesura calculablement manejable de la discrepància entre les característiques reals del món i les representacions d'aquestes característiques capturades pels models de xarxes neuronals. Recentment s'ha intentat una síntesi per Karl Friston, en la qual el cervell bayesià sorgeix d'un principi general de minimització d'energia lliure. En aquest marc, tant l'acció com la percepció es veuen com a conseqüència de la supressió de l'energia lliure, donant lloc a una inferència perceptiva i activa i una visió més encarnada (enactiva) del cervell bayesià. Mitjançant mètodes bayesians variacionals, es pot mostrar com els models interns del món s'actualitzen mitjançant la informació sensorial per minimitzar l'energia lliure o la discrepància entre l'entrada sensorial i les prediccions d'aquesta entrada. Això es pot convertir (en termes neurobiològicament plausibles) com a codificació predictiva o, de manera més general, un filtratge bayesià.
Segons Friston:
"L'energia lliure considerada aquí representa un límit de la sorpresa inherent a qualsevol intercanvi amb l'entorn, sota les expectatives codificades pel seu estat o configuració. Un sistema pot minimitzar l'energia lliure canviant la seva configuració per canviar la forma en què mostra l'entorn, o per canviar les seves expectatives. Aquests canvis corresponen a l'acció i la percepció, respectivament, i condueixen a un intercanvi adaptatiu amb l'entorn que és característic dels sistemes biològics i codificants. model probabilístic de l'entorn".
Aquesta àrea d'investigació es va resumir en termes comprensibles pel profà en un article de 2008 a New Scientist que oferia una teoria unificadora de la funció cerebral. Friston fa les següents afirmacions sobre el poder explicatiu de la teoria:
"Aquest model de funció cerebral pot explicar una àmplia gamma d'aspectes anatòmics i fisiològics dels sistemes cerebrals; per exemple, el desplegament jeràrquic d'àrees corticals, arquitectures recurrents que utilitzen connexions cap endavant i cap enrere i asimetries funcionals en aquestes connexions. En termes de fisiologia sinàptica, prediu plasticitat associativa i, per als models dinàmics, depenent de la plasticitat-electrofísica. Efectes de camp receptiu clàssics i extraclàssics i components endògens o de llarga latència de les respostes corticals evocades Prediu l'atenuació de les respostes que codifiquen l'error de predicció amb l'aprenentatge perceptiu i explica molts fenòmens com la supressió de la repetició, la negativitat del desajust i el P300 en electroencefalografia. i precedència global".
"És bastant fàcil demostrar que tant la inferència perceptiva com l'aprenentatge es basen en una minimització de l'energia lliure o la supressió de l'error de predicció".